# 1959年3月24日月食
1959年3月24日月食为一次在协调世界时1959年3月24日出現的月偏食。該次月食半影食分為1.263、全影食分為0.270。偏食維持了55分。

## 概述
這次月食的食分是12.19，偏食維持了55分。

## 基本參數
- 類型：月偏食
- 食甚資料：
  - 日期：1959年3月24日
  - 時間：20:11
  - 月球位置：赤經12.19度、赤緯-2.2度
  - 食分：半影食分：1.263、全影食分：0.270
  - 持續時間：偏食55分

## 外部連結
- NASA月食專頁（页面存档备份，存于）（英文）